# Calospatha
Calospatha Becc., es un género con 2 especies de plantas de flores perteneciente a la familia de las palmeras Arecaceae.
Está clasificado como sinónimo de Calamus en Kew.

## Distribución y hábitat
Se encuentran en Malasia peninsular en el que se conoce como 'rotan demuk. No es común en las colecciones, ni se ha encontrado en la naturaleza desde hace varios años, llevando a algunos a concluir "que puede ser extinguida". Si bien no especializados para la tarea, estos dioico palma son conocidos por su hábito de escalada.  El género nombre es una combinación de dos palabras griegas que significa «bella» y «spathe».

## Descripción
Calospatha tiene un solitario tronco cubierto de cicatrices de hojas, que rezuman una goma de color amarillo después de perdida la hoja. Los folíolos son lineales, pinnadas con márgenes dentados. Los pecíolos y raquis tienen como característica recurvadas espinas como ganchos que le ayudan en la escalada en la vegetación. Las inflorescencias, en ambas especies, constará de cerca, la superposición de las brácteas a partir de los cuales las flores de sexo masculino o femenino emergen.  Las brácteas están armadas con espinas y la inflorescencia se parece a las especies de Heliconia. El pequeño, redondo fruto, considerado como una delicadeza por los aborígenes, tienen escamas y por lo general contienen tres semillas.

## Especies seleccionadas
- Calospatha confusa
- Calospatha scortechinii